# Куктаун

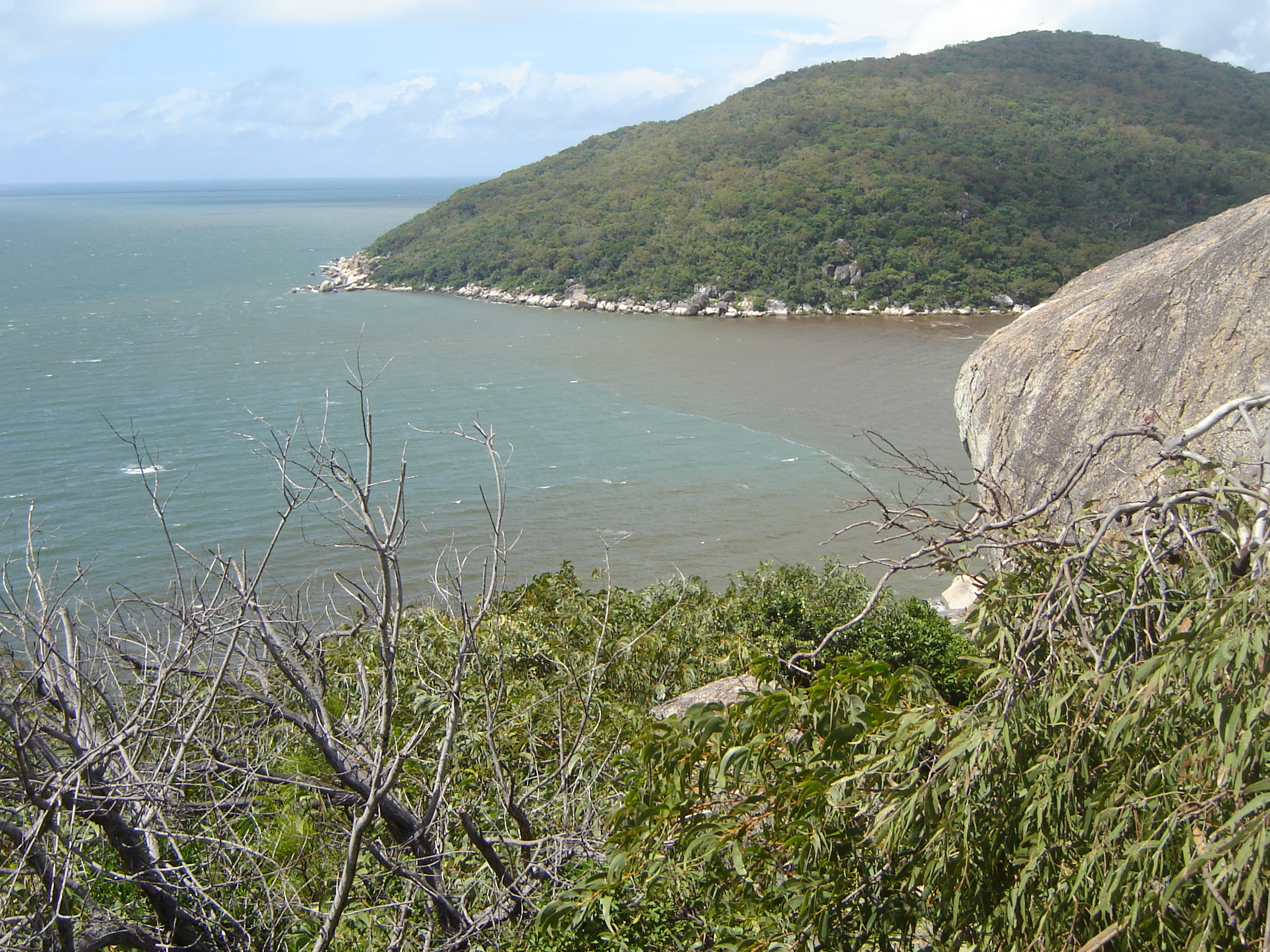
Затока Фінч, Куктаун

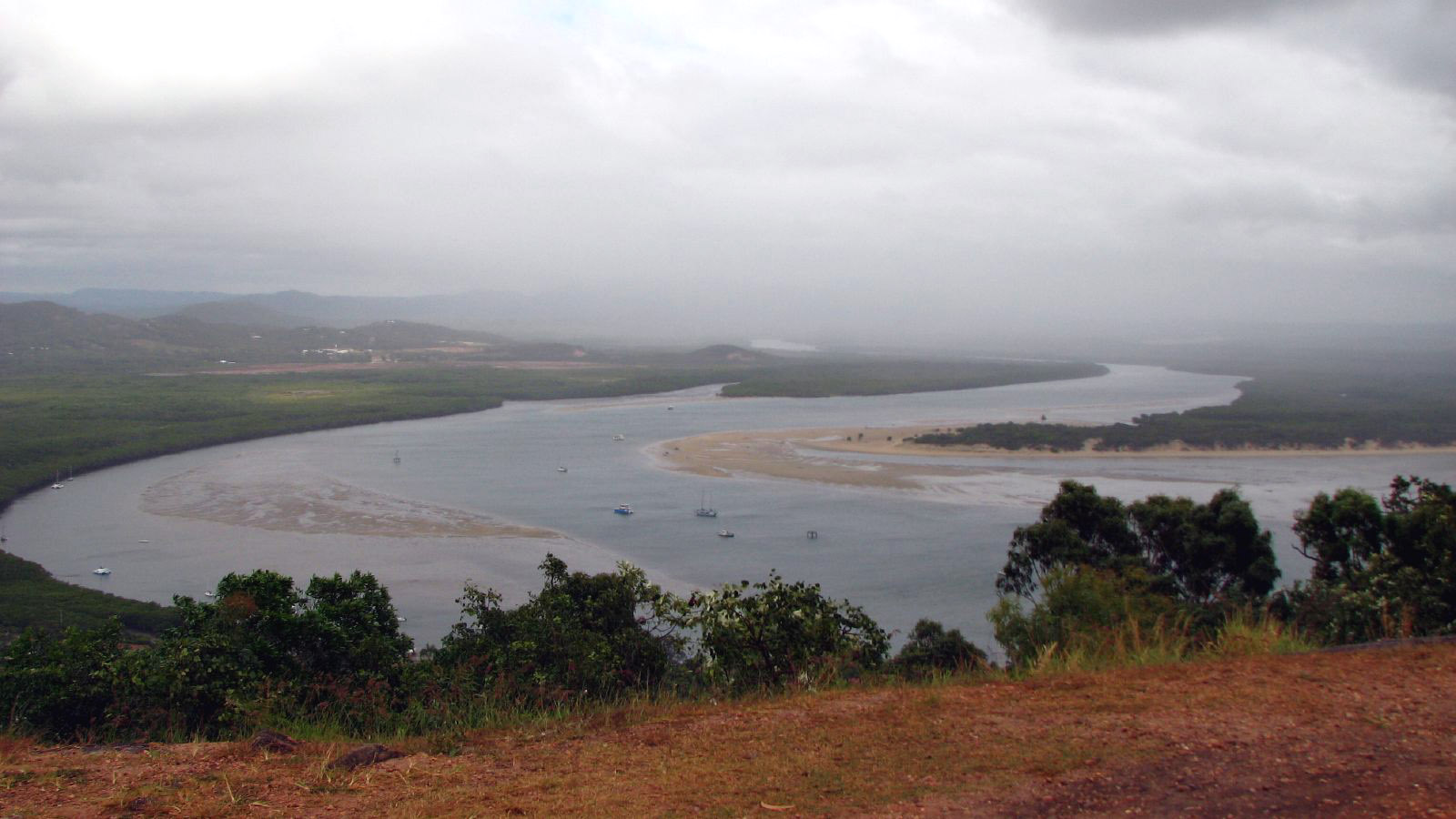
Річка Індевор

Ку́ктаун (англ. Cooktown, букв. Місто Кука) — невеличке місто у північній частині австралійського штату Квінсленд, центр графства Кук (англ. Cook Shire). Населення міста за даними перепису 2001 року становило близько 1573 осіб, а населення всього графства — 3812 чоловік (станом на 2008).

## Географія
Куктаун розташований на східному узбережжі півострова Кейп-Йорк, на березі Коралового моря, у районі гирла річки Індевор (англ. Endeavour River). Найближче велике місто — Кернс — розташоване за 180 кілометрів на південь.
За 30 кілометрів на південь починається широкий гірський масив, що є частиною Великого водороздільного хребта. Висота деяких піків цього масиву досягає 1300 метрів.
На відстані 25 кілометрів від Куктауна у Кораловому морі починається Великий бар'єрний риф.

### Клімат
Місто знаходиться у зоні, котра характеризується кліматом тропічних саван. Найтепліший місяць — січень із середньою температурою 27.8 °C (82 °F). Найхолодніший місяць — липень, із середньою температурою 22.2 °С (72 °F).
| Клімат Куктауна         | Клімат Куктауна | Клімат Куктауна | Клімат Куктауна | Клімат Куктауна | Клімат Куктауна | Клімат Куктауна | Клімат Куктауна | Клімат Куктауна | Клімат Куктауна | Клімат Куктауна | Клімат Куктауна | Клімат Куктауна | Клімат Куктауна |
| Показник                | Січ.            | Лют.            | Бер.            | Квіт.           | Трав.           | Черв.           | Лип.            | Серп.           | Вер.            | Жовт.           | Лист.           | Груд.           | Рік             |
| Абсолютний максимум, °C | 40              | 38              | 36              | 35              | 32              | 33              | 30              | 30              | 37              | 34              | 40              | 40              | 40              |
| Середній максимум, °C   | 31              | 31              | 30              | 29              | 27              | 26              | 26              | 26              | 27              | 29              | 31              | 31              | 28              |
| Середня температура, °C | 27              | 27              | 26              | 25              | 24              | 23              | 22              | 22              | 24              | 25              | 27              | 27              | 25              |
| Середній мінімум, °C    | 23              | 23              | 23              | 22              | 21              | 20              | 18              | 19              | 21              | 22              | 23              | 23              | 22              |
| Абсолютний мінімум, °C  | 19              | 17              | 18              | 16              | 12              | 7               | 8               | 10              | 11              | 14              | 16              | 16              | 7               |
| Норма опадів, мм        | 360             | 340             | 380             | 220             | 70              | 50              | 20              | 30              | 10              | 20              | 60              | 160             | 1770            |
| Днів з дощем            | 17              | 17              | 18              | 14              | 10              | 6               | 3               | 4               | 1               | 2               | 7               | 12              | 117             |
| Вологість повітря, %    | 75              | 76              | 77              | 75              | 74              | 75              | 73              | 69              | 68              | 67              | 68              | 71              | 72              |
| ----------------------- | --------------- | --------------- | --------------- | --------------- | --------------- | --------------- | --------------- | --------------- | --------------- | --------------- | --------------- | --------------- | --------------- |
| Джерело: Weatherbase    |                 |                 |                 |                 |                 |                 |                 |                 |                 |                 |                 |                 |                 |

## Історія

### Прибуття Кука
23 червня 1770 року бухта Куктауна стала місцем зустрічі двох цілком різних культур. Цього дня австралійські аборигени племені гуугу їмітір (англ. Guugu Yimithirr) могли спостерігати парусне судно, що обережно підходило до їхнього берегу. Це було судно «Індевор» під командуванням Джеймса Кука, що здійснював своє перше навколосвітнє плавання. Трохи раніше, 11 червня, судно наткнулось на риф і серйозно пошкодило обшивку. Команді вдалось тимчасово залатати пробоїну, після чого було прийнято рішення шукати місце, придатне для ремонту.
У підсумку британці провели сім тижнів на місці, де у наш час розташовано Куктаун. Вони були зайняті ремонтом судна, поповненням запасів продовольства і води, доглядом за хворими. Під час цієї вимушеної зупинки вчені Даніель Соландер та Джозеф Бенкс, які супроводжували Кука у експедиції, займались збиранням та описом нових видів рослин, а художник Сідні Паркінсон ілюстрував їх. Він став першим англійським художником, кому вдалось зобразити місцевих аборигенів.
Упродовж декількох тижнів ботанік Кука Джозеф Бенкс зустрічався та розмовляв з місцевими жителями. Він записав близько 50 слів місцевого діалекту, включаючи й назву інтригуючої тварини, яку аборигени називали гангурру (англ. gangurru), що було записано як кангару (англ. kangaru). Європейці вперше побачили кенгуру за кілька днів після їх висадки на сусідньому пагорбі — Грассі-Хілл (англ. Grassy Hill).
Кук надав назву «Індевор» місцевій річці на честь свого корабля. Весь півострів він назвав Кейп-Йорк на честь Герцога Йоркського. Після цього він оголосив все східне узбережжя Австралії володіннями Англії.

### Експедиція Кінга
Друга офіційно зареєстрована експедиція до цього району відбулась майже через 50 років. У 1819—1820 роках сюди прибув ботанік Аллан Каннінгем, який супроводжував капітана Філіпа Паркера Кінга (англ. Phillip Parker King). Каннінгем зібрав безліч зразків місцевої флори для Британського музею та лондонських Садів К'ю.

### Золота лихоманка
1872 року Вільям Ганн (англ. William Hann) віднайшов золото у районі річки Палмер (англ. Palmer River), на південному заході від місця, де у дійсний час розташовано Куктаун. Про цю знахідку стало відомо Джеймсові Маллігану (англ. James Mulligan), який 1873 року очолив повторну експедицію до цього району. Наявність великого родовища золота було підтверджено, до долини річки Індевор линули шукачі пригод з усього світу.

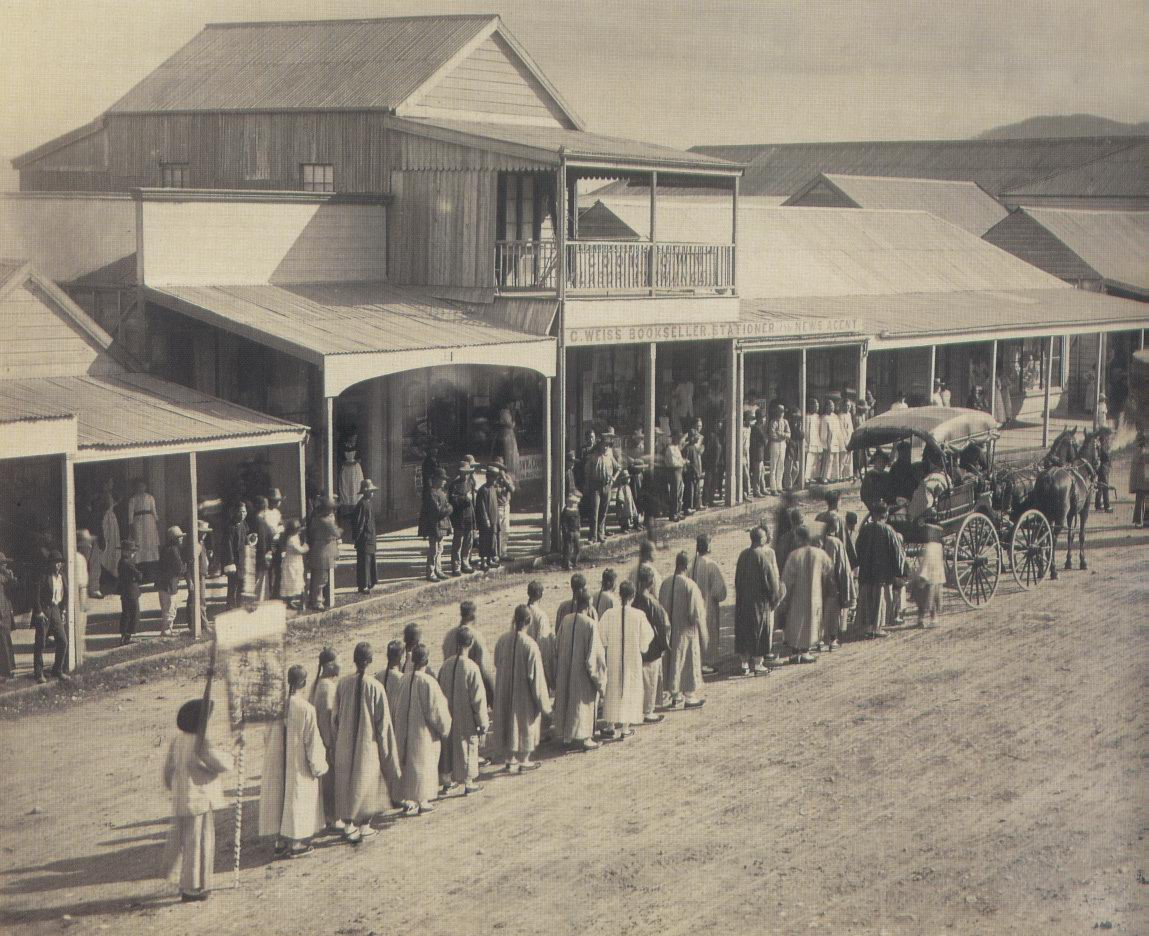
Члени китайської громади, Куктаун, 1890-ті роки

Уряд Квінсленду був безпосередньо зацікавлений у розробці родовищ золота на території свого штату. Для обслуговування старателів був необхідним сервісне місто-порт. Й першим таким портом став Куктаун, заснований 1873 року. Трохи пізніше з тією ж метою було засновано Кернс (1876) і Порт-Дуглас (1877).
Розробка родовищ проходила успішно. З 1873 по 1890 рік було добуто 15 500 кг золота. Разом із збільшенням видобутку золота розвивався й Куктаун. За приблизними оцінками 1880 року у районі проживало близько 7 000 чоловік та 4 000 жили безпосередньо у самому місті. У Куктауні було багато готелів та пабів для гостей міста. Були магазини, пекарні, пивний завод, цегляний та деревообробний заводи, виходили дві газети. У ті дні в місті значну роль відігравала китайська громада. Первинно китайці приїжджали як старателі, але багато з них зайнялись торгівлею. Одні постачали до району рис та інші продукти харчування, інші відкривали магазини.
1875 року спалахнув конфлікт між європейськими поселенцями і старателями з одного боку та місцевими аборигенами — з іншого. В результаті місцеві племена було знищено. 1881 року було зведено міст через річку Індевор. Новий міст зробив доступними великі пасовища у долинах річок Індевор та Маківор (англ. McIvor River). 1884 року у районі річки Аннан (англ. Annan River), південніше Куктауну, було винайдено олово.
Після закінчення «золотої лихоманки» кількість жителів містечка почала поступово скорочуватись. У 1875 й 1919 роках відбулись великі пожежі, що цілком знищили усі будівлі на головній вулиці Куктауну. Найсильніший тропічний циклон у 1907 році зробив свій внесок до подальшого руйнування міста.

### Друга світова війна
До 1940 року у Кутауні залишилось мало слідів «золотої лихоманки» кінця XIX століття. Під час Другої світової війни поряд із містом було розташовано військову базу. На ній розміщувались 20 000 австралійських та американських військовослужбовців, що брали участь у бойових діях на Тихому океані та Новій Гвінеї. Аеропорт Куктауну відіграв важливу роль під час битви у Кораловому морі, у ході якої було зупинено просування японських військ на австралійські території.
У роки війни більша частина населення півострова Кейп-Йорк як корінного, так і «білого», була евакуйована на південь. Під час переїзду багато аборигенів загинули, а ті, хто лишився живими, так і не змогли повернутись до своїх одвічних земель.

### Сучасний період

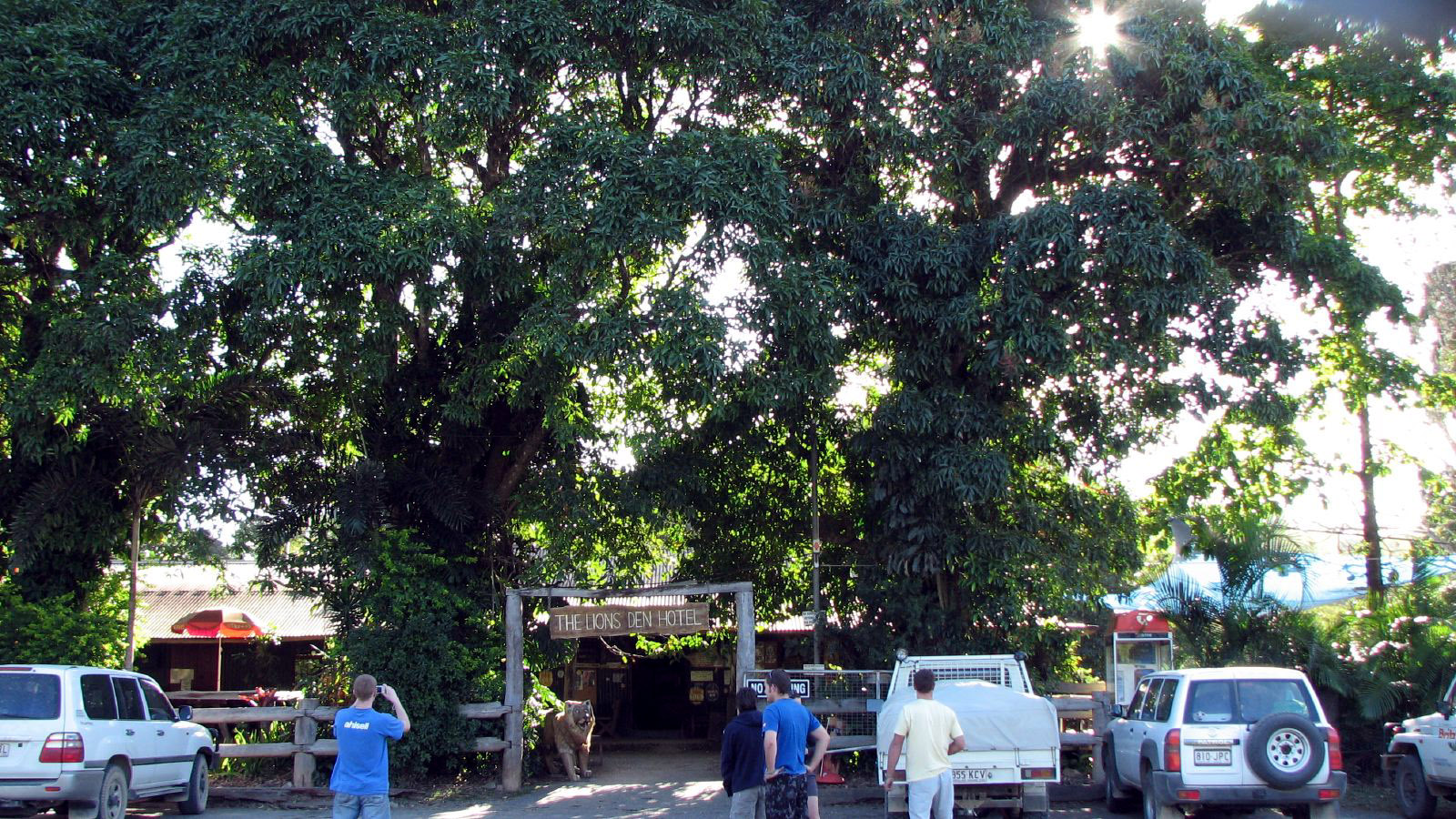
Мангові дерева, Куктаун

У дійсний час влада регіону намагаються показати, що відносини між аборигенами й «англосаксами», що проживають у цьому районі, істотно покращились. На центральній вулиці міста розташовано Центр громади аборигенів (англ. Aboriginal Community Centre), що носить назву Гунгард (англ. Gungarde), у пам'ять про племена гуугу йимитир, що жили тут. Також Куктаун є центром підтримки декількох громад корінних жителів, що живуть у цьому районі, включаючи народи Хоупвейл (англ. Hopevale), які живуть за 47 кілометрів на північний захід та народи Вуджал-Вуджал (англ. Wujal Wujal), які живуть за 72 кілометри на південь.
На місці першої зустрічі між британськими моряками і місцевими аборигенами було зведено «Стіну історії» (англ. Milbi Wall). Стіна розповідає історію Куктауна та річки Індевор з точки зору місцевих племен..

## Інфраструктура

### Транспорт
Для жителів району Кук автотранспорт є основним видом транспорту. З Кернсу до Куктауна можна дістатись автомагістраллю «Кенеді» (англ. Kennedy) і далі дорогою «Пінінсула-Дивелопментал» (англ. Peninsula Developmental). Дорога обходить з західного боку великий гірський масив, з цієї причини загалом доведеться проїхати близько 300 кілометрів. Продовжуючи рухатись по дорогою Пінінсула-Дивелопментал на північний захід можна потрапити до містечка Вейпа, що на західному узбережжі півострова Кейп-Йорк.
На відстані 7 кілометрів на північний захід від центра міста розташовано невеликий аеропорт місцевого значення — Аеропорт Куктаун (англ. Cooktown Airport). Найближчий міжнародний аеропорт — Кернс. Основний напрямок аеропорту Куктауна — рейси до Кернсу, час польоту становить 90 хвилин.

## Туризм

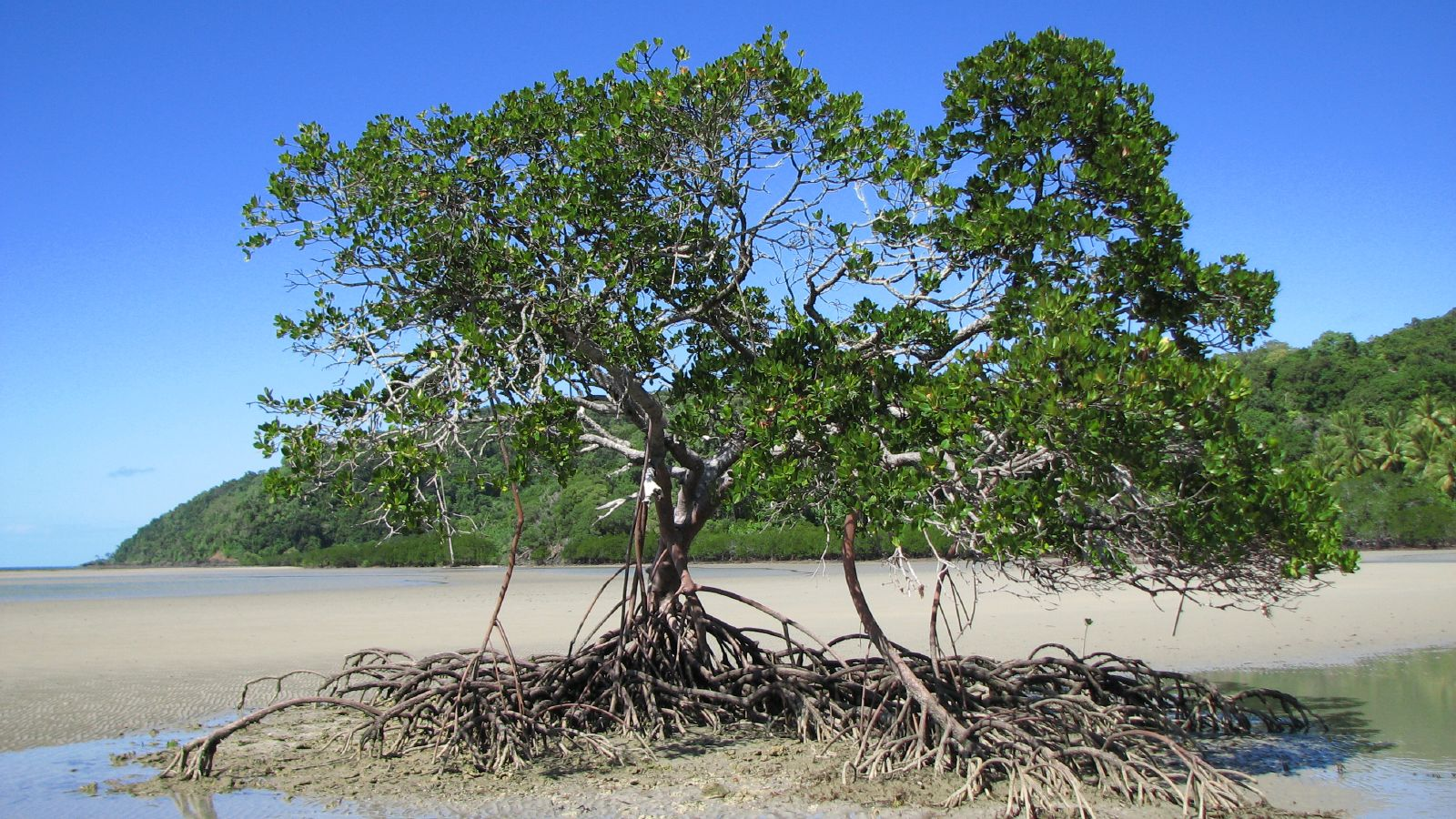
Мангра, Куктаун

Завдяки розвиткові транспортної мережі й туристичної інфраструктури Куктаун став заробляти на туристичному бізнесі. Місто є відправною точкою для подорожей незайманими національними парками північної та центральної частин півострова Кейп-Йорк та північної частини Великого бар'єрного рифу. Досі це місце — одне з найменш населених та маловивчених на нашій планеті.
Флора Куктауну представляє особливу цікавість для ботаніків. Місто розташоване на межі декількох рослинних зон, у тому числі тропічних та склерофітових лісів, піщаних дюн та лагун. Багато зразків рідкісних рослин зібрано у міському Ботанічному саду.

### Пам'ятки
- Великий бар'єрний риф — гряда коралових рифів та островів у Кораловому морі. Розташований менше ніж у півгодині шляху від міста.
- Даінтрі-Рейнфорест (англ. Daintree Rainforest[en]) — тропічний ліс, розташований південніше від міста, є частиною Вологих тропіків Квінсленду. У лісі було створено Національний парк Дейнтрі, що зберігся як об'єкт Всесвітнього спадку ЮНЕСКО.
- Національний парк острів Лізерд (англ. Lizard Island National Park[en]) — розташований на острові Лізерд (англ. Lizard Island), що є частиною Великого барєрного рифу. На острові розташовано будинок відпочинку.
- Національний парк Лейкфілд (англ. Lakefield National Park[en]) — розташований за 140 кілометрів на північний захід від міста. Дикий куток — відмінне місце для рибальства та відпочинку.
- Ботанічний сад Куктауну — гарно оформлені сади, зібрано унікальну колекцію рослин місцевого походження.

## Галерея

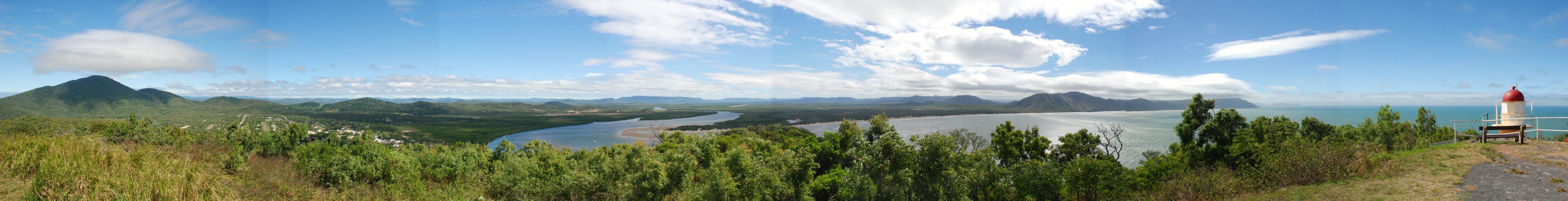
Панорама Куктауна з пагорба Грассі-Хілл

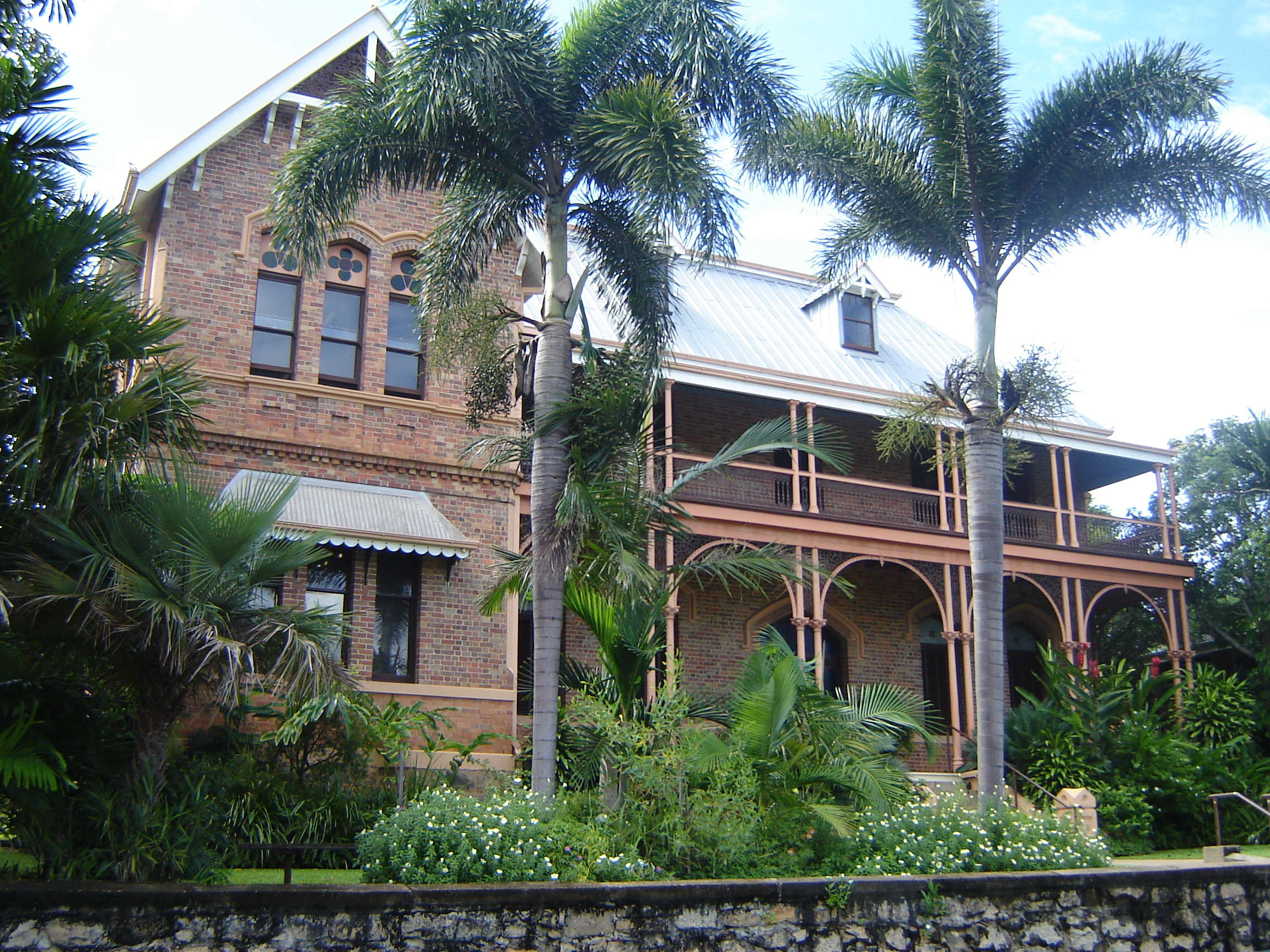
Музей Джеймса Кука, Куктаун
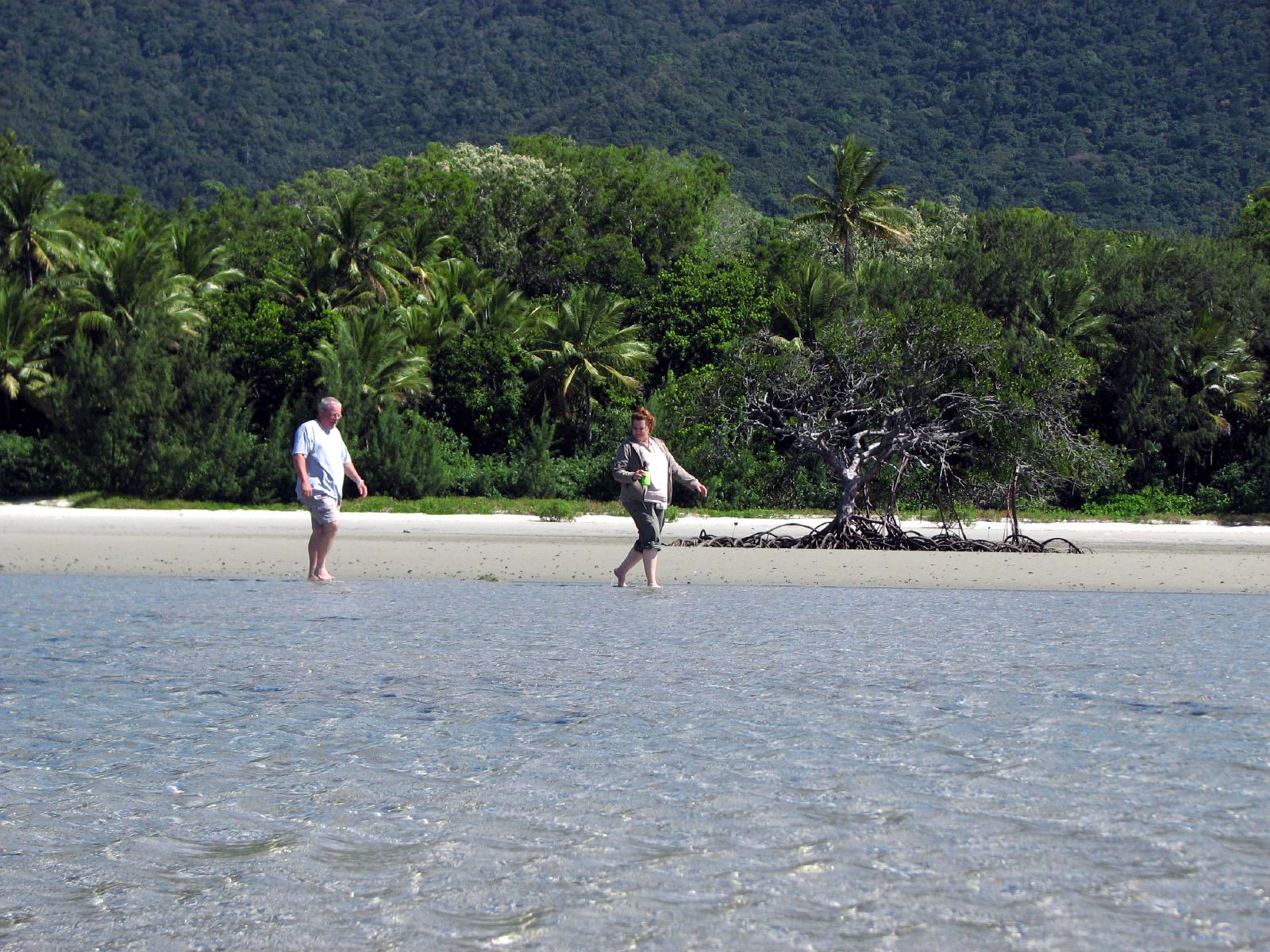
Пляж, Куктаун
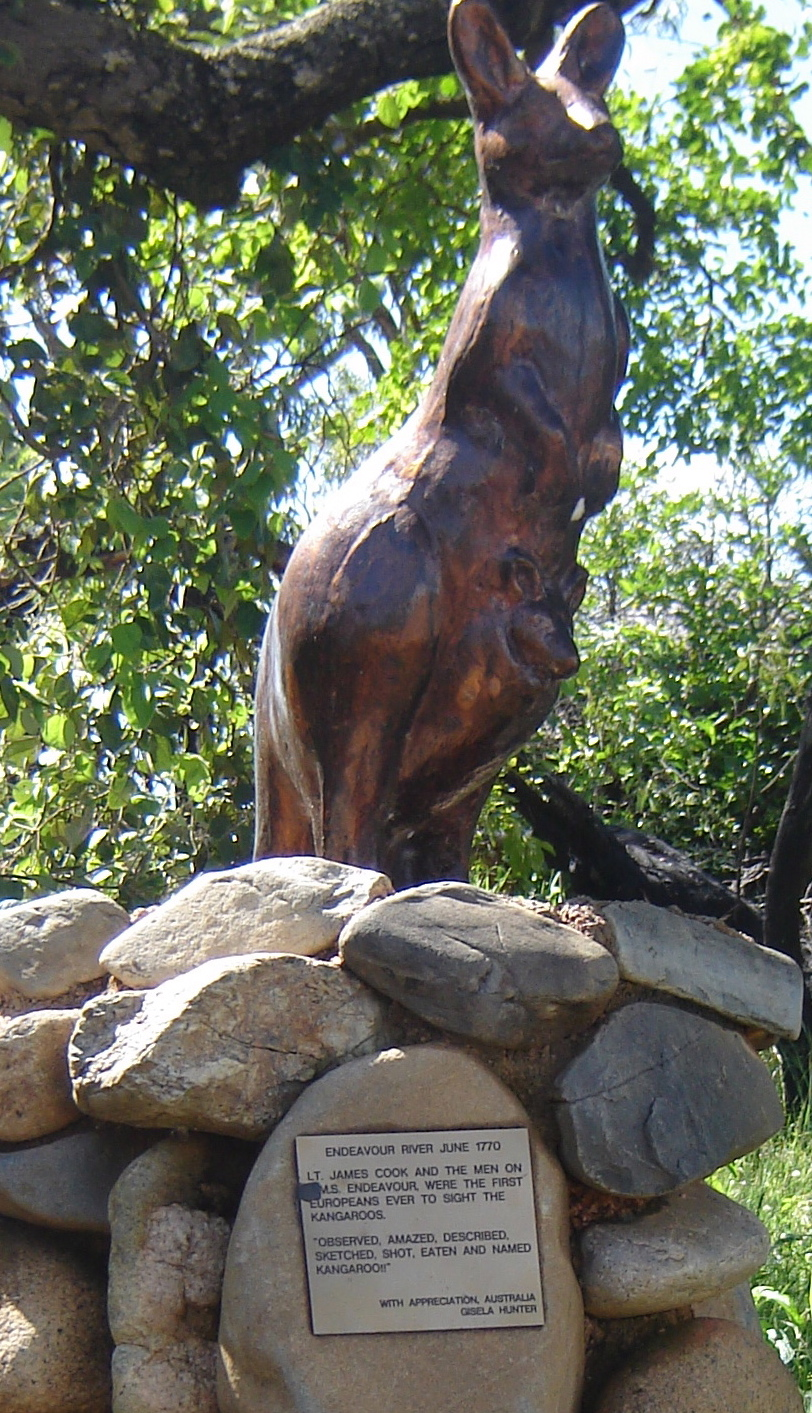
Памятник Кенгуру, Грассі-Хілл, Куктаун